# Sör-Tistersön
Sör-Tistersön is een Zweeds eiland behorend tot de Lule-archipel. Het is het meest zuidwestelijke eiland van de eilandengroep Tistersöarna in de archipel. Het heeft geen vaste oeververbinding en heeft geen bebouwing.